# Jurajski Fotoklub Częstochowa
Jurajski Fotoklub Częstochowa – polskie stowarzyszenie fotograficzne utworzone w 2001 roku z inicjatywy (między innymi) Janusza Mielczarka (późniejszego członka rzeczywistego FRP oraz ZPAF). Członek zbiorowy Fotoklubu Rzeczypospolitej Polskiej Stowarzyszenia Twórców.

## Działalność
Celem działalności Jurajskiego Fotoklubu Częstochowa jest upowszechnianie fotografii, sztuki fotograficznej oraz promocja miasta Częstochowa. Stowarzyszenie jest organizatorem wystaw fotograficznych; dorocznych, indywidualnych, zbiorowych, poplenerowych (m.in. członków stowarzyszenia) oraz wystaw pokonkursowych. Jest organizatorem wielu konkursów fotograficznych, prelekcji, projektów, spotkań, warsztatów fotograficznych. Statutowym celem stowarzyszenia jest dbałość o interesy twórcze członków stowarzyszenia oraz dbałość o ochronę ich praw autorskich.
Jurajski Fotoklub Częstochowa jest członkiem zbiorowym Fotoklubu Rzeczypospolitej Polskiej Stowarzyszenia Twórców. Kilkoro członków stowarzyszenia zostało przyjętych w poczet członków rzeczywistych Fotoklubu Rzeczypospolitej Polskiej oraz Związku Polskich Artystów Fotografików (Sławomir Jodłowski, Janusz Mielczarek, Krzysztof Muskalski, Joanna Sidorowicz). Sławomir Jodłowski został uhonorowany Odznaką „Zasłużony Działacz Kultury”, Janusz Mielczarek i Krzysztof Muskalski zostali odznaczeni Medalem „Za Zasługi dla Fotografii Polskiej” – odznaczeniem przyznawanym przez Kapitułę Fotoklubu Rzeczypospolitej Polskiej Stowarzyszenia Twórców – w 100. rocznicę odzyskania przez Polskę niepodległości (1918–2018).
Stowarzyszenie dysponuje swoją siedzibą w pomieszczeniach Regionalnego Ośrodka Kultury w Częstochowie oraz swoją przestrzenią wystawienniczą – Galerią ART-FOTO w pomieszczeniach Regionalnego Ośrodka Kultury, utworzoną z inicjatywy Sławomira Jodłowskiego – obecnego prezesa Zarządu Jurajskiego Fotoklubu Częstochowa. 
Spotkania członków i sympatyków stowarzyszenia mają miejsce raz w miesiącu – w Galeria ART-FOTO.

## Zarząd
- Sławomir Jodłowski – prezes Zarządu
- Janusz Stępień – wiceprezes Zarządu
- Nina Mazuś – sekretarz
- Andrzej Szlęzak – skarbnik

Źródło